# 美水街道
美水街道，是中华人民共和国陕西省延安市甘泉县下辖的一个街道办事处。
2015年，陕西省民政厅批复同意撤销甘泉县城关镇，设立美水街道办事处；将原城关镇的雷家沟、圪崂、高哨、南沟门、油粉、和平、枣林、寺沟、新民、雷村、新河、岳屯、汪屯、石桥峪14个村划归石门乡。

## 行政区划
美水街道下辖以下地区：
南关社区、北关社区、红旗村、关家沟村、曲里村、县屯村、太皇山村、西沟村、安家坪村、姚店村、金庄村、王庄村、董庄村和袁庄村。